# مراد بوكرزازة
مراد بوكرزازة : كاتب وإذاعي وقاص من مواليد 15/04/1963 بقسنطينة. يكتب القصة القصيرة منذ 1983.
ويعد مراد بوكرزازة وجها إذاعيا بارزا يقترن اسمه بمدينة قسنطينة الجزائرية وبإذاعة قسنطينة الجهوية,

## الشهادات العلمية
ليسانس في الحقوق والعلوم الإدارية جامعة قسنطينة عام 1989.

## المهنة
مدير إداعة جيجل الجهوية
مذيع بإذاعة سيرتا الجهوية

## مؤلفته
- - شرفات الكلام رواية منشورات الفارابي 2001
- - الربيع يخجل من العصافير مجموعة قصصية 2004
- - publibook…paris france 2007 :مجموعة قصصية بالفرنسية دار
- -له مخطوطان واحد في القصة والآخر في الرواية.
- -الطــريق.